# Neil Mendoza
 (juin 2021).
Pour les articles homonymes, voir Mendoza.
Neil Francis Jeremy Mendoza, baron Mendoza (né le 2 novembre 1959) est un éditeur britannique, philanthrope et membre de la Chambre des lords,. Il est prévôt de l'Oriel College d'Oxford depuis septembre 2018, ainsi que commissaire du gouvernement britannique pour le rétablissement et le renouveau culturel depuis mai 2020.

## Éducation
Mendoza fait ses études à la Haberdashers' Aske's Boys' School d'Elstree avant d'aller étudier la géographie à l'Oriel College d'Oxford, où il s'inscrit en 1978.

## Carrière
Après des périodes dans la banque et la finance cinématographique, Mendoza co-fonde Forward Publishing avec William Sieghart en 1986. Forward est le pionnier du secteur des médias personnalisés au Royaume-Uni et est l'un des principaux éditeurs indépendants sous contrat. La société se spécialise dans les projets internationaux et multilingues avec des entreprises partenaires telles qu'IBM, Tesco et Patek Philippe & Co. Forward est vendue à WPP plc en 2001 et fait maintenant partie de Bookmark Content.
Mendoza est nommé président du Landmark Trust, un organisme de bienfaisance britannique pour la préservation des bâtiments historiques, en 2011.
Il est également actuellement président de The Illuminated River Foundation, vice-président du Soho Theatre et directeur de Meira GTx, une société de thérapie génique avec des installations de recherche à New York et à Londres.
Auparavant, Mendoza est président de la Fondation du Prince pour les enfants et les arts, membre du conseil d'administration du Théâtre Almeida et de la Fondation des écoles Shakespeare. Il est juré des Laurence Olivier Awards pour le théâtre en 2010 et 2011.
En 2016, Mendoza est nommé commissaire de l'Angleterre historique par le ministère du numérique, de la culture, des médias et des sports avant d'être nommé membre non exécutif du conseil d'administration du DCMS.
En 2017, il publie la Mendoza Review of Museums in England pour le gouvernement britannique. La même année, Mendoza est également le principal examinateur de l'examen stratégique des musées parrainés par le DCMS, mené conformément aux directives du Cabinet Office,.
Mendoza est nommé commissaire du gouvernement britannique pour le rétablissement et le renouveau culturels en mai 2020.
En juillet 2020, il est nommé pair à vie par le Premier ministre Boris Johnson. Le 16 septembre 2020, il est créé baron Mendoza, de King's Reach dans la City de Londres. Il siège à la Chambre des lords sur les bancs conservateurs et prononce son premier discours le 10 novembre 2020.